# Łuk aorty

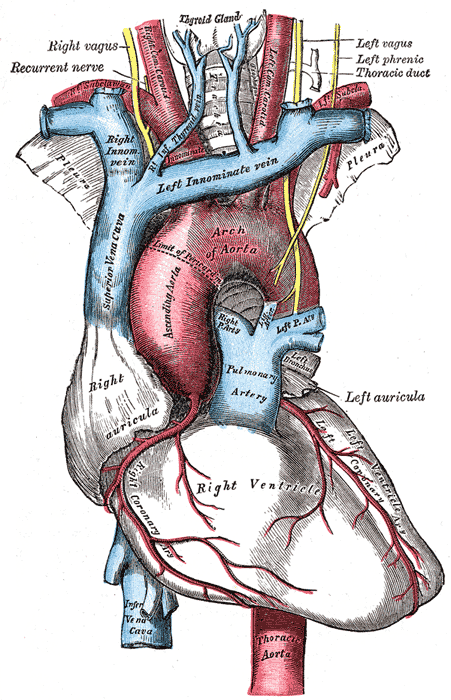
Serce i wielkie naczynia człowieka. Łuk aorty podpisany Arch of Aorta.

Łuk aorty (łac. arcus aortae) – w anatomii człowieka odcinek aorty łączący jej część wstępującą ze zstępującą.

## Topografia
Łuk leży w całości w śródpiersiu górnym, za rękojeścią mostka. Zaczyna się przy górnym brzegu drugiego prawego stawu mostkowo-żebrowego, wznosi się skośnie do tyłu na stronę lewą nad przednią powierzchnią tchawicy, zatacza łuk nad lewym oskrzelem zostawiając po prawej tchawicę z przełykiem i kończy się przechodząc w aortę zstępującą (poziom kręgów Th3–Th4). Na granicy z częścią piersiową można wyróżnić drobne, przejściowe zwężenie (cieśń aorty) światła naczynia. W życiu płodowym leży ono pomiędzy odejściem lewej tętnicy podobojczykowej i wlotem przewodu tętniczego, które po porodzie ulega zwłóknieniu do więzadła tętniczego. Cieśń aorty nie stanowi miejsca przejścia łuku aorty w aortę zstępującą.
Z przodu od strony lewej łuku położona jest część śródpiersiowa lewego worka opłucnej. Po jego wewnętrznej stronie przebiegają kolejno: nerw przeponowy lewy, gałąź sercowa szyjna dolna nerwu błędnego lewego, nerw sercowy szyjny górny lewy (współczulny), nerw błędny lewy. Ten ostatni krzyżując łuk oddaje nerw krtaniowy wsteczny, zawijający się pod naczyniem i dalej wstępujący po jego prawej stronie. Między nerw błędny lewy a lewy nerw przeponowy wchodzi żyła międzyżebrowa górna lewa na swej drodze do żyły ramienno-głowowej. Od ściany klatki piersiowej wspomniane struktury są oddzielone przez lewe płuco wraz ze swoją opłucną. Z tyłu, na prawo leżą: tchawica, część głęboka splotu sercowego, lewy nerw krtaniowy wsteczny, przełyk, przewód piersiowy oraz kręgosłup. Poniżej znajduje się rozdwojenie pnia płucnego, lewe oskrzele główne, więzadło tętnicze, część powierzchowną splotu sercowego i ponownie lewy nerw krtaniowy wsteczny.
Z górnego, wypukłego brzegu łuku aorty odchodzą trzy zasadnicze gałęzie: pień ramienno-głowowy, lewa tętnica szyjna wspólna oraz lewa tętnica podobojczykowa, zasłonięte od przodu żyłą ramienno-głowową lewą. Z położeniem, przebiegiem i liczbą odgałęzień wiążą się liczne odmiany osobnicze; wzorcowy schemat występuje według różnych źródeł u ok. 65–80% przypadków.

## Znaczenie kliniczne
Najważniejsze patologie mogące występować w łuku aorty:
- koarktacja aorty – wrodzone zwężenie światła naczynia proksymalnie lub dystalnie od miejsca przymocowania więzadła tętniczego
- tętniak aorty – poszerzenie światła naczynia wynikające z degeneracji jej ścian
- rozwarstwienie aorty (in. tętniak rozwarstwiający) – poszerzenie światła naczynia spowodowane nieciągłością błony wewnętrznej